# Harakthawa
Harakthawa (nep. हरकठवा) – gaun wikas samiti w środkowej części Nepalu  w strefie Dźanakpur w dystrykcie Sarlahi. Według nepalskiego spisu powszechnego z 2001 roku liczył on 801 gospodarstw domowych i 4737 mieszkańców (2263 kobiet i 2474 mężczyzn).